# Cesar (Magdalena)
Cesar je rijeka u Kolumbiji, desna pritoka rijeke Magdalene. Pripada slijevu Karipskog mora.